# Salim Mramboini
Salim Mramboini, né le 26 août 1984 à Marseille, est un footballeur international comorien. Il évolue au poste de défenseur avant de devenir entraîneur.

## Biographie

### Carrière en club
Salim Mramboini commence le football sous les couleurs des équipes de jeunes du JO Saint-Gabriel, un club marseillais, avant de rejoindre le FC Rousset, où il reste jusqu'en 2006.
En 2006, il signe au FC Martigues en National. Lors de sa deuxième saison à Martigues le club est relégué en CFA. Il quitte le club de Martigues à la fin de la saison 2010.
En 2010, il s'engage en faveur du Consolat Marseille en CFA 2. À la fin de la saison 2013-2014, son club termine 1er du groupe C en CFA, permettant au club de monter en National.

### Carrière internationale
Salim Mramboini est convoqué pour la première fois par le sélectionneur national Ali Mbaé Camara lors d'un match des éliminatoires de la Coupe du monde 2010 face à Madagascar le 14 octobre 2007 (défaite 6-2). 
Il compte trois sélections et aucun but avec l'équipe des Comores depuis 2007.

## Palmarès
- Avec le Consolat Marseille :
  - Champion de CFA (Groupe C) en 2014